# Siphonogorgia hicksoni
Siphonogorgia hicksoni är en korallart som beskrevs av Harrison 1908. Siphonogorgia hicksoni ingår i släktet Siphonogorgia och familjen Nidaliidae. Inga underarter finns listade i Catalogue of Life.